# Діер-Парк (Алабама)
Діер-Парк (англ. Deer Park) — переписна місцевість (CDP) в США, в окрузі Вашингтон штату Алабама. Населення — 141 особа (2020).

## Географія
Діер-Парк розташований за координатами 31°13′7″ пн. ш. 88°19′31″ зх. д. / 31.21861° пн. ш. 88.32528° зх. д. (31.218544, -88.325266). За даними Бюро перепису населення США в 2010 році переписна місцевість мала площу 8,26 км², з яких 8,09 км² — суходіл та 0,16 км² — водойми.

## Демографія
Згідно з переписом 2010 року, у переписній місцевості мешкало 188 осіб у 68 домогосподарствах у складі 51 родини. Густота населення становила 23 особи/км². Було 89 помешкань (11/км²).
Расовий склад населення:
| - 66,5 % — чорних або афроамериканців - 31,9 % — білих - 1,6 % — осіб інших рас |

До двох чи більше рас належало 0,0 %. Частка іспаномовних становила 1,6 % від усіх жителів.
За віковим діапазоном населення розподілялося таким чином: 22,9 % — особи молодші 18 років, 66,5 % — особи у віці 18—64 років, 10,6 % — особи у віці 65 років та старші. Медіана віку мешканця становила 41,0 року. На 100 осіб жіночої статі у переписній місцевості припадало 88,0 чоловіків; на 100 жінок у віці від 18 років та старших — 90,8 чоловіків також старших 18 років.
За межею бідності перебувало 28,1 % осіб, у тому числі 0,0 % дітей у віці до 18 років та 27,4 % осіб у віці 65 років та старших.
Цивільне працевлаштоване населення становило 53 особи. Основні галузі зайнятості: виробництво — 62,3 %, транспорт — 37,7 %.